# Anopheles peryassui
Anopheles peryassui este o specie de țânțari din genul Anopheles, descrisă de Dyar și Frederick Knab în anul 1908. Conform Catalogue of Life specia Anopheles peryassui nu are subspecii cunoscute.